# Marina Silva (animita)

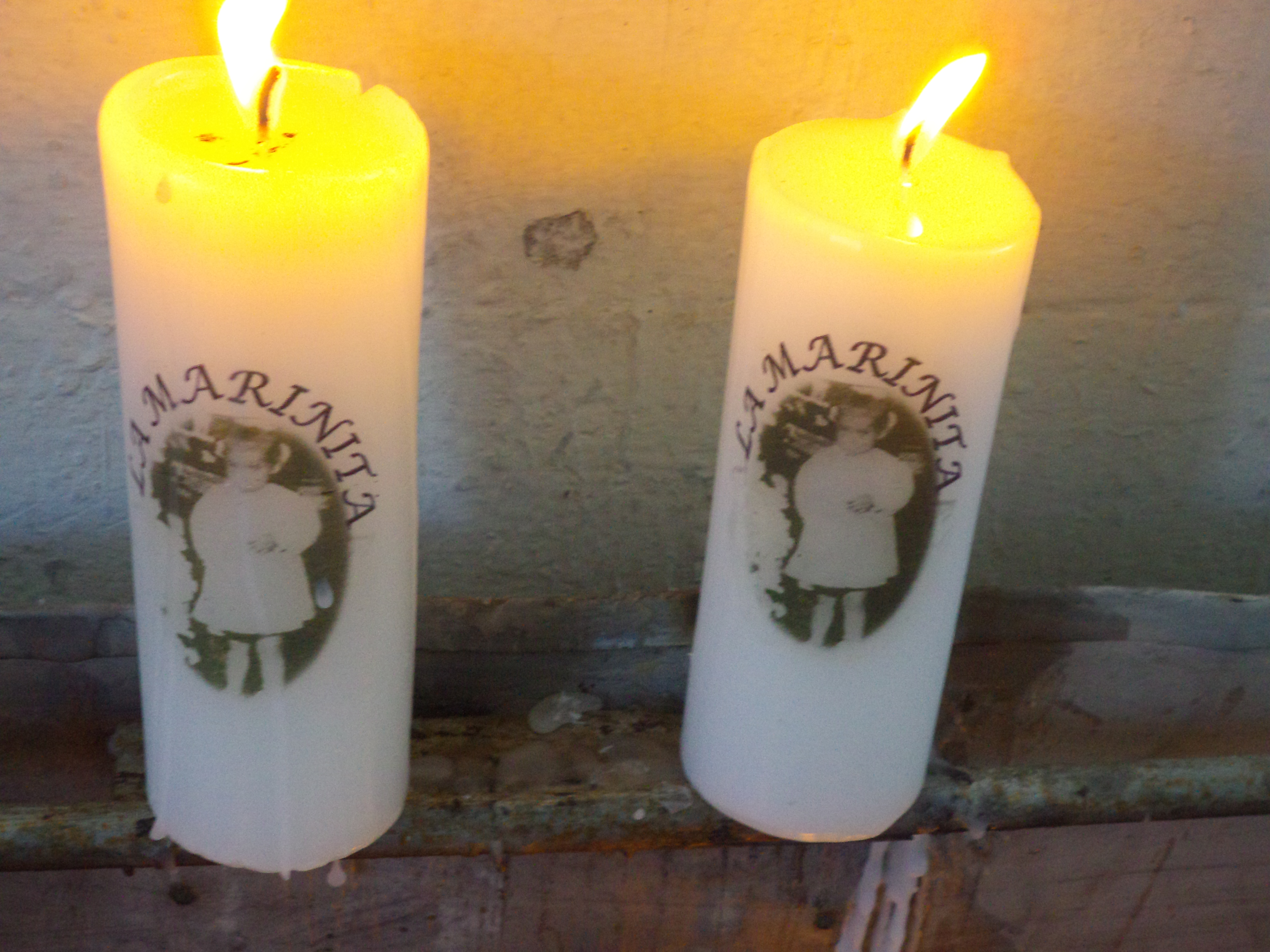
Velas con la imagen de la niña asesinada

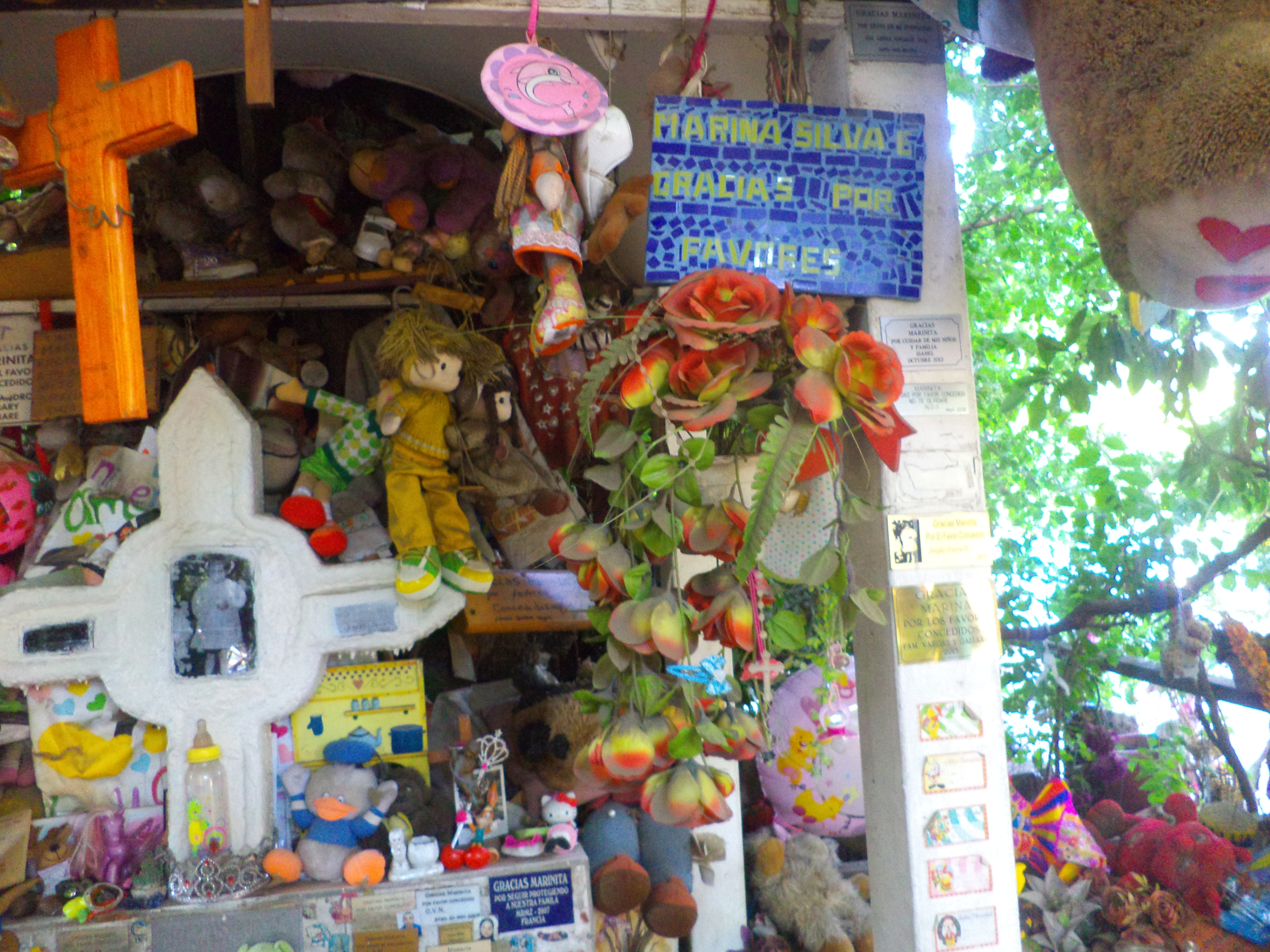
Su lugar de veneración tiene juguetes dejados por sus seguidores

Marina Silva Espinoza fue una niña asesinada en 1945, dentro del Parque O'Higgins en Santiago de Chile, transformada con los años en una animita su lugar de  fallecimiento.

## Historia
Marina Silva era una niña sorda que el 24 de mayo de 1945, fue violada y asesinada, probablemente bajo un árbol del Parque Cousiño como se le conocía en la época al actual Parque O'Higgins. Su cadáver fue encontrado al día siguiente a las 9 de la mañana  cerca de la Avenida Beaucheff la cual se encuentra entre el Club Hípico y el transitado Parque, lo que pretendía llevar las sospechas a los apostadores hípicos. Sin embargo las investigaciones de Carabineros de Chile, rápidamente logran determinar que el propio padrastro la había violado y asesinado. Tiempo después el padrastro se suicidó, aunque hay versiones que éste habría sido asesinado en la cárcel por sus compañeros de celda, dentro de una antigua costumbre para con los asesinos y violadores de niños, propia de la denominada ley de la cárcel.
El lugar donde se encontró el cuerpo fue transformado por sus deudos en una "animita", la cual con los años ha ganado popularidad y vigencia. Sus principales visitantes y que le hacen peticiones son desempleados, dueñas de casa y personas del mundo de la hípica dada la cercanía con el hipódromo cercano.

## El crimen

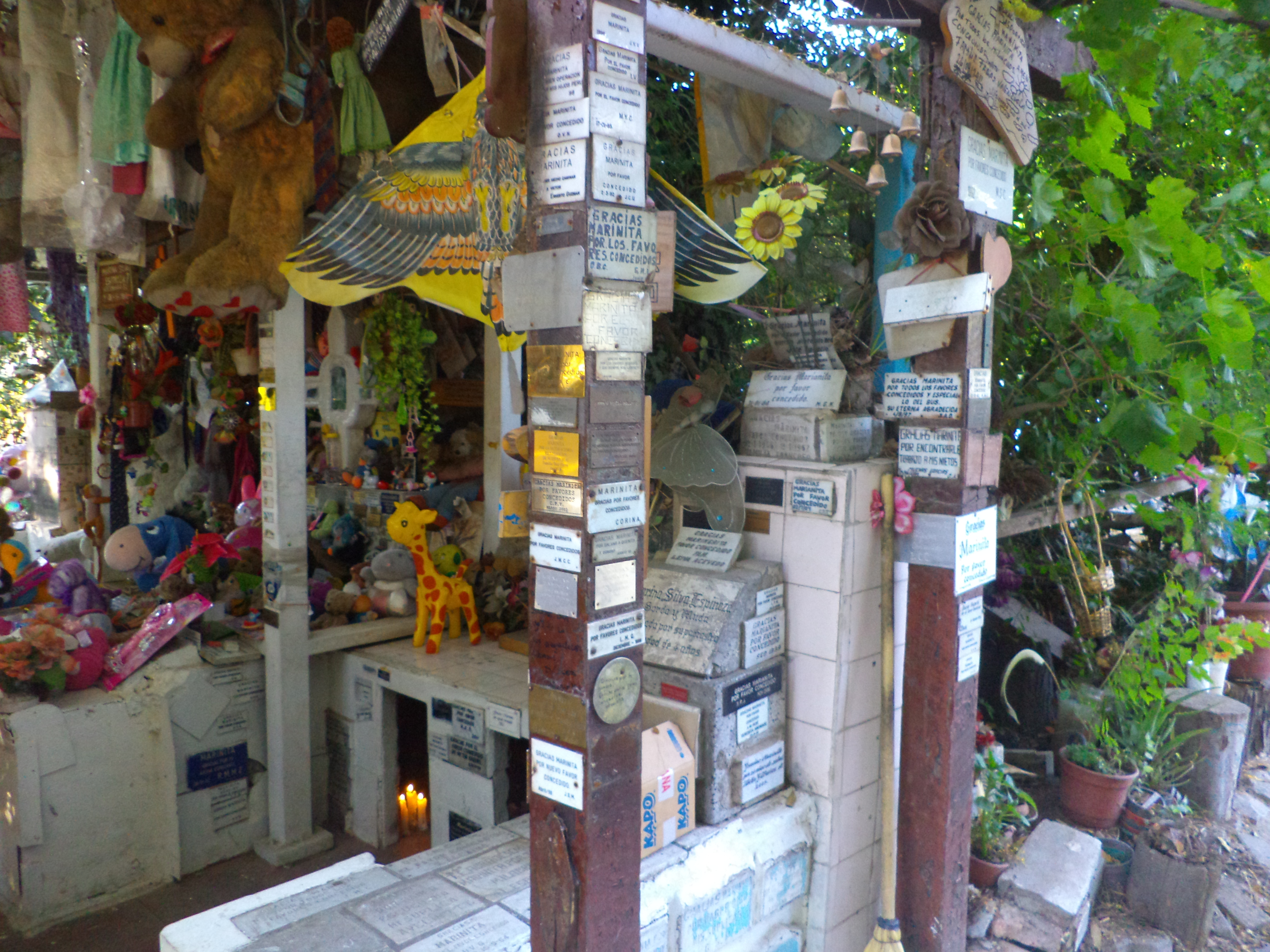
Su animita tiene placas recordatorias de favores concedidos

Durante los interrogatorios la propia madre declaró que  autor era su marido. Éste, al ser  interrogado terminó confesando su delito. Relató que ya tenía desde un tiempo antes la idea de dar  muerte a su hijastra, pues la consideraba como la causa de las  desavenencias con su esposa. El día 23 de mayo, en horas de la tarde, tomó la niña para dar un paseo al parque. Luego de oscurecer y quedar el parque desierto, se internó con la niña hasta el sitio elegido y consumó su crimen. Cuando la niña empezó a llorar sacó una cortaplumas y le cortó el cuello, hasta que  la niña ya no pudo gritar más. Luego limpió el cortaplumas y sus manos en el pasto, y volvió a su casa.

## Características
La animita es un lugar de culto y peticiones que las personas le hacen a una persona que haya fallecido violentamente. Las animitas puede hacerse en el lugar que fue asesinado o donde quedó el cuerpo como es este caso. La animita de Marinita se encuentra en el centro del parque, en el contorno de la elipse que se hacen los tradicionales desfiles militares de fiestas patrias. El lugar está lleno de juguetes en el entendido que ahí reside el alma (ánima) de una niña pequeña que puede interceder ante la divinidad. Existe además muchas placas que manifiestan el agradecimiento por favores concedidos.
Tradicionalmente cada 25 de mayo, sus deudos  se congregan junto a la animita y para dejarle los consabidos obsequios en agradecimiento, principalmente objetos para niños de similar edad en que tenía la niña al morir.